# 261 aC
El 261 aC va ser un any del calendari romà prejulià. Durant la República i l'Imperi Romà, era conegut com a any del consolat de Flac i Cras (o també any 493 ab urbe condita). L'ús del nom «261 aC» per referir-se a aquest any es remunta a l'alta edat mitjana, quan el sistema Anno Domini va ser el mètode de numeració dels anys més comú a Europa.

## Esdeveniments

### Àsia Menor
- Inici del regnat d'Antíoc II Theós. El seu pare, Antíoc I Soter, ha mort en una batalla contra els gàlates, i el fill fa la pau amb Pèrgam i amb Egipte, acordant de mantenir cadascú els seus territoris.[2]

### Antiga Roma
- Aquest any són elegits cònsols Luci Valeri Flac i Tit Octacili Cras.[3]
- Durant aquest any de la Primera Guerra Púnica, el Senat Romà decideix conquerir tota Sicília i ordena la construcció d'una flota de guerra, que serà efectiva l'any següent (260 aC). Els romans sostenen una guerra de desgast contra els cartaginesos, i amb una tàctica d'assetjament, els cònsols aconsegueixen capturar les ciutats de l'interior de Sicília, mentre els púnics conserven els ports. Al centre de l'illa, Roma no aconsegueix ocupar Mitístraton.[4]
- Batalla d'Agrigent, el primer enfrontament a gran escala de la Primera Guerra Púnica. Romans i cartaginesos s'enfronten a la població siciliana d'Agrigent després d'un llarg setge que havia començat l'any anterior (262 aC).[5]

### Índia
- L'emperador de l'Índia Aixoka emprèn la conquesta més sagnant del seu regnat i conquereix el Regne de Kalinga (actualment Orissa). Deporta cent cinquanta mil persones, i en la batalla es conten cent mil morts. Aquesta conquesta li origina grans remordiments, i es converteix al budisme. Envia missioners budistes al sud-est asiàtic i a Occident (Egipte, Orient Mitjà i Grècia). Aplica una política religiosa conciliadora i proclama que totes les religions són dignes de respecte.[6]

## Necrològiques
- Mort d'Antíoc I Soter, rei de l'Imperi Selèucida, en un enfrontament amb els gàlates. El succeeix el seu fill Antíoc II Teos.[7]